# Echinolittorina jamaicensis
Echinolittorina jamaicensis là một loài ốc biển, là động vật thân mềm chân bụng sống ở biển trong họ Littorinidae.

## Phân bố
Loài này phân bố ở khắp the Caribbean region.

## Miêu tả
Chiều dài tối đa của vỏ ốc được ghi nhận là 19.1 mm.

## Môi trường sống
Độ sâu tối thiểu được ghi nhận là 0 m.